# Мисс Казахстан 2011
Мисс Казахстан 2011 (каз. Мисс Қазақстан 2011) — 15-й национальный конкурс красоты, проводился в Алматы. Победительницей стала представительница города Талдыкорган — Айнур Толеуова.

## Проведение конкурса
Данный конкурс красоты проводился под девизом «Красота во имя цели».
Победительница конкурса получит колье с 37 бриллиантами.
25 ноября конкурсантки и мини-футбольный клуб «Кайрат» устроили товарищеский матч. Матч закончился со счётом 2:1.
Вечером 1 декабря конкурсантки зажгли новогоднюю ёлку в SOS Детской деревне Алматы. В тот же день, участницы приняли участие в фестивале юмора.
Посетили городской центр переливания крови и приняли участие в акции «Поделись частицей сердца», а также в празднике «Доброта во благо детям».

## Итоговый результат
Итоговый результат:
| Титул               | Участница       |
| ------------------- | --------------- |
| Мисс Казахстан 2011 | Айнур Толеуова  |
| 1-я Вице Мисс       | Мария Горбулько |
| 2-я Вице Мисс       | Арна Абдрахмани |
| 3-я Вице Мисс       | Асем Мамаева    |

## Участницы
Список участниц:
| Имя                     | Возраст* | Город            | Место               | Примечание                                          |
| ----------------------- | -------- | ---------------- | ------------------- | --------------------------------------------------- |
| Жулдыз Дуйсембаева      |          | Актобе           |                     | В другом источнике указана фамилия "Дуйсенбаева"    |
| Аида Тасымбетова        | 16       | Кызылорда        |                     |                                                     |
| Куралай Иманалиева      |          | Павлодар         |                     |                                                     |
| Сауле Алекперова        |          | Актау            |                     |                                                     |
| Аина Муканова           |          | Кокшетау         |                     |                                                     |
| Айнур Толеуова          |          | Талдыкорган      | Мисс Казахстан 2011 |                                                     |
| Арна Абдрахмани         |          | Шымкент          | 2-я Вице Мисс       |                                                     |
| Анна Попова             | 18       | Караганда        |                     |                                                     |
| Меруерт Тасмаганбетова  | 16       | Костанай         |                     | В другом источнике указана фамилия "Тасмагамбетова" |
| Айгерим Бекенова        | 19       | Алматы           |                     |                                                     |
| Мария Горбулько         |          | Астана           | 1-я Вице Мисс       |                                                     |
| Софья Дуспанова         | 16       | Уральск          |                     |                                                     |
| Асем Мамаева            | 18       | Усть-Каменогорск | 3-я Вице Мисс       |                                                     |
| Валерия Павлова         |          | Семей            |                     |                                                     |
| Екатерина Геннеберг-Ким |          | Атырау           |                     |                                                     |
| Гульден Елеукина        |          | Астана           |                     | Мисс Mary Kay                                       |
| Бану Джаманкузова       | 20       | Шымкент          |                     | Мисс NUR.kz                                         |
| Кумис Базарбаева        | 22       | Кокшетау         |                     | Мисс Азиада                                         |
| Анастасия Крутько       | 17       | Костанай         |                     | Мисс Караван                                        |
| Раушан Жумакулова       | 22       | Тараз            |                     |                                                     |

- На момент участия в конкурсе

## Замена участниц
- 18-летняя Алия Телебарисова[9], представительница города Алматы, отказалась от участия в конкурсе красоты из-за предстоящей учёбы за рубежом.[12]
- Асем Альчибаева, представительница города Тараз[16], была представлена в первоначальном списке участниц финала[8], но по неизвестным причинам не участвовала в финале 6 декабря.[5]
- 17-летняя Индира Адельбаева[17][9] из города Петропавловск и 21-летняя Дана Даниярова[17][9], также из города Петропавловск, по неизвестным причинам не принимали в финальном выходе среди участниц.[5]